# Carsten Lenz

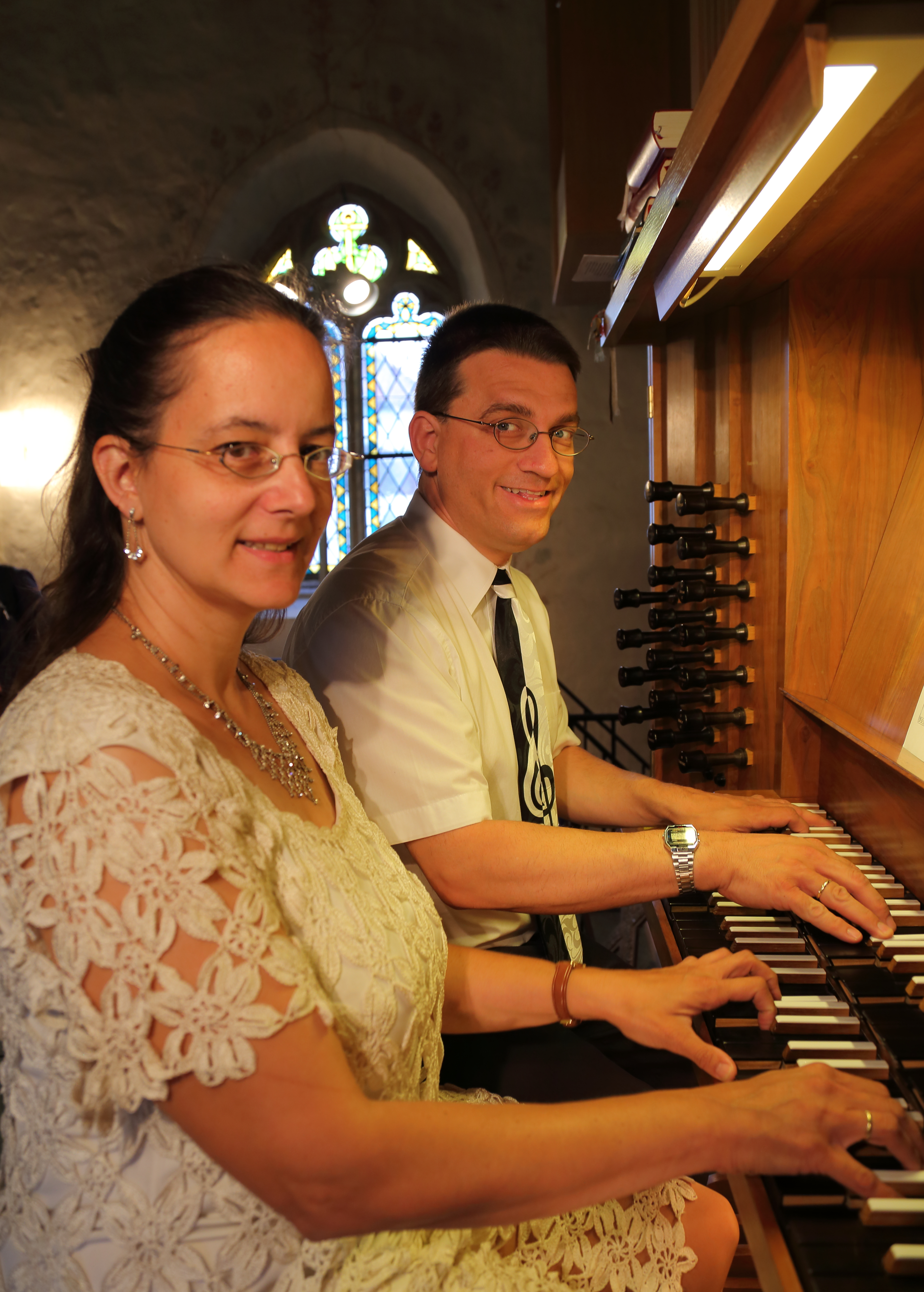
Das Orgelduo Iris und Carsten Lenz 2014 bei einem Gastkonzert in der Evangelischen Kirche Mettingen.

Carsten Lenz (* 1970) ist ein deutscher evangelischer Kirchenmusiker und Organist. 

## Leben
Carsten Lenz erhielt seinen ersten Orgelunterricht mit 12 Jahren. Er studierte evangelische Kirchenmusik an der Hochschule für Musik und Darstellende Kunst Frankfurt am Main bei Dagmar Lübking, Peter UIlkan und Karl-Peter Chilla und künstlerisches Orgelspiel an der Wiesbadener Musikakademie bei Elisabeth Maranca. Bei Chilla legte er die B-Prüfung im Fach Kinderchorleitung ab.
Er besuchte zahlreiche Meisterkurse u. a. bei Jon Laukvik, Andrea Marcon, Miguel Bennassar, Eckhart Kuper, Christiane Michel-Ostertun und Renate Zimmermann.
Von 1991 bis 1996 war er als Kirchenmusiker an der Oranier-Gedächtniskirche in Wiesbaden-Biebrich tätig. Seit 1996 wirkt er als Dekanatskirchenmusiker in Ingelheim am Rhein. Dort gründete er den Georg-Philipp-Telemann-Chor und den Kinderchor des Dekanates Ingelheim.
Er hat etwa 20 Tonträger veröffentlicht und zahlreiche Notenausgaben und Kompositionen für Orgel, einige davon auch für zwei Spieler, ediert und Choralbearbeitungen zum Evangelischen Gesangbuch veröffentlicht. Zudem wirkte er bei einigen wenigen Rundfunk- und TV-Produktionen als Organist mit.
Lenz hat 1996 den Kinder- und Jugendchor des Dekanates Ingelheim gegründet. Mit seinen 5 Chorgruppen zählt der Chor zu den Größeren der Evangelischen Kirche in Hessen und Nassau (EKHN). U. a. hat Lenz ein Jahr später 1997 den Telemann-Chor für Erwachsene gegründet, in welchem zur Zeit 60 Sänger und Sängerinnen aus Ingelheim und der Umgebung Ingelheims singen. Lenz arbeitet als Kirchenmusiker bei der evangelischen Saalkirchengemeinde in Ingelheim. Seit 2018 heißt der von ihm 1996 gegründete Kinder- und Jugendchor Singakademie Ingelheim.
Mit seiner Frau Iris Lenz tritt er gemeinsam als Orgel-Duo auf.

## Tondokumente
- 1989 Orgelromantik (LP)
- Jauchzet ihr Himmel
- Historische Orgeln mit Musik ihrer Zeit (4 CDs)
- Zu Bethlehem geboren
- Musik für Gitarre und Orgel
- Die Hardt-Orgel in St. Peter Hadamar Niederzeuzheim
- Vierhändige Orgelwerke